# Гетманцев Данило Олександрович
Гетманцев Данило Олександрович (нар. 26 квітня 1978, Київ, УРСР) — український політик, юрист і науковець. З 2019 року — народний депутат України 9-го скликання від партії «Слуга народу». Голова Комітету ВРУ з питань фінансів, податкової та митної політики. Секретар Національної ради з відновлення України від наслідків війни. Доктор юридичних наук, професор.
Як голова фінансового комітету Верховної ради, Гетманцев назвав своїми завданнями справедливе оподаткування, боротьбу з корупцією та оцінку ефективності державних органів. Виступає за реформування митниці, податкової та БЕБ.
Ініціативи Данила Гетманцева отримують різну оцінку від бізнесу, громадськості та ЗМІ. Український бізнес та міжнародні партнери України неодноразово висловлювали підтримку реформи діджиталізації, списання заборгованості з ЄСВ для «сплячих» ФОПів, спецрежиму «Дія.City», податкової амністії. Проте частина бізнес-спільноти виступає з різкою критикою діяльності Гетманцева на посаді голови фінансового комітету ВРУ[⇨]. Підприємці звинувачують нардепа в лобіюванні руйнівних рішень не тільки для бізнесу, а й для української економіки загалом[⇨]. 

## Життєпис

### Освіта
У 1995 році закінчив Український гуманітарний ліцей при КНУ ім. Шевченка. У 2000 році з відзнакою закінчив юридичний факультет КНУ ім. Шевченка.
У 19 років ще студентом заснував зі знайомими компанію «МолодьСпортЛото» як альтернативу державної монополії у гральному бізнесі.
З 2000 до 2006 року працював асистентом у КНУ. У 2004 році захистив дисертацію на здобуття наукового ступеня кандидата юридичних наук за спеціальністю «Адміністративне право і процес, фінансове право, інформаційне право» на тему: «Фінансово-правове зобов'язання, проблеми генези, детермінації та сутності», у тому ж році отримав свідоцтво про право на заняття адвокатською діяльністю.
З 2007 до 2013 року працював доцентом кафедри конституційного та адміністративного права, згодом — фінансового права на юридичному факультеті КНУ ім. Шевченка. У 2012 році захистив дисертацію на здобуття наукового ступеня доктора юридичних наук за спеціальністю «Адміністративне право і процес, фінансове право, інформаційне право».
З 2013 року — професор кафедри фінансового права юридичного факультету КНУ.

### Робота
З 1997 по 2019 роки Гетманцев займався юридичною практикою.
З 2003 по 2019 роки — Почесний президент юридичної компанії Jurimex.
У 2006—2012 роках працював помічником народного депутата від «Партії регіонів», проросійського політика Володимира Сівковича. Сам Гетманцев заявив, що з Сівковичем знайомий поверхнево.
Згідно з журналістськими розслідуваннями, юридична фірма «Юрімекс» Гетманцева багато років поспіль займалась обслуговуванням компаній, пов'язаних з Володимиром Сівковичем. Зокрема йдеться про авіакомпанії «Європа-Ейр» і «Константа», які займаються перевезеннями вантажів літаками «Антонов» та «Іл» в інтересах ФСБ та ГРУ Росії. «Європа-Ейр» обслуговувала потреби проросійського маршала Хафтара в Лівії, на якого активно працювала ПВК «Вагнер». Авіакомпанія «Константа», своєю чергою, фігурує в публічному звинуваченні про постачання літаками зброї в гарячі точки світу: Афганістан, Ірак, Малі, Сомалі, Лівію.
Був засновником та експертом платформи податкових знань «TaxLink».

### Політика
Під час президентських виборів 2019 року представлений як експерт Команди Зеленського за кількома напрямами: економіка, фінанси та оподаткування.
Член Тимчасової слідчої комісії Верховної Ради України з питань розслідування можливих протиправних дій посадових осіб органів державної влади, інших державних органів та суб'єктів господарювання державного сектору економіки, що могли завдати шкоди економічній безпеці України.
У грудні 2016 року був кандидатом на посаду судді Касаційного адміністративного суду в складі Верховного Суду, однак не пройшов конкурс.
На парламентських виборах 2019 року увійшов до списку партії «Слуга народу» під № 20. Голова комітету з питань фінансів, податкової та митної політики, співголова групи з міжпарламентських зв'язків з Державою Ізраїль. Член Тимчасової спеціальної комісії Верховної Ради України з питань правового статусу ветеранів війни.
Навесні 2019 року анонсував списання боргів за ЄСВ зі «сплячих» ФОПів. Пізніше закон був прийнятий Верховною радою.
Влітку 2019 року, під час парламентських виборів, висловився за відновлення водопостачання до тимчасово окупованого Криму з материкової України.
Рух «Чесно» проаналізував, що станом на липень 2020 року Данило Гетманцев увійшов до ТОП-3 нардепів, які подали найбільше законодавчих ініціатив, а також автором найбільшої кількості ухвалених законопроєктів. За 5 років роботи в парламенті, згідно з дослідженням «Чесно» у 2024 році, став лідером за співвідношенням поданих та схвалених законодавчих ініціатив (650 поданих, з них 59 % — ухвалено).
Підготовка законопроєктів:
- Проєкт нормативного акту про підняття ставки ПДВ з 20 до 24 %[30].
- Співавтор законопроєкту № 4528, яким пропонувалося скасувати штрафи за відмову надавати послуги українською мовою[31].
- 28 січня 2022 року разом з Давидом Арахамією подав законопроєкт № 6562, яким скасовувалося мито на бітум закордонного виробництва[32][33].

### Економічні погляди та ініціативи
Серед перших ініціатив комітету був законопроєкт про «спліт», який було внесено влітку 2015 року. Внесення змін мало забезпечити прозорість та ефективність небанківського фінансового сектору. 12 вересня 2019 року ВРУ схвалила законопроєкт.
Восени 2019 року ініціював низку законопроєктів для спрощення умов ведення бізнесу. Була запроваджена єдина звітність, а також введений єдиний рахунок для сплати податків і зборів.
19 грудня 2019 року ініціював проєкт закону № 2634 (податок на Google), згідно з яким 20 % ПДВ мали платити Google, Facebook та YouTube. У кінцевому підсумку на 20 % зросла вартість послуг для споживачів. За даними самого Гетманцева, 2022 року надходження від «податку на Google» становили 4,3 млрд грн, а в 2024 році він приніс ₴11,2 млрд грн.
Виступає за послідовну детінізацію української економіки. Серед законів для виведення великого бізнесу з тіні у 2020 році назвав антиофшорну реформу та оподаткування КІК (контрольованих іноземних компаній), фіскалізацію великого бізнесу, протидію відмиванню коштів через грошові перекази, а також режим спільного транзиту для боротьби з корупцією на митниці. В рамках проведення детінізації була запроваджена обов'язкова фіксація розрахункових операцій між підприємцем і клієнтом через реєстратор розрахункових операцій (РРО). Вона спровокувала акції протесту і суспільні дебати. Проте споживачі сприйняли нововведення позитивно — за результатами опитування, проведеного Соціологічною групою «Рейтинг», 80 % респондентів висловили переконання, що видача фіскального чеку захищає права споживача. З 1 січня 2022 реформа вступила в дію. Протести Гетманцев пояснив небажанням «контрабандистів та конверторів» втрачати заробітки, що вони отримували на ухиленні від оподаткування.
Данило Гетманцев є співавтором законопроєкту «Про стимулювання розвитку цифрової економіки в Україні», який передбачав створення спеціального правового режиму для ІТ-галузі — Дія.City.
Одним із механізмів розвитку економіки та промисловості вважає індустріальні парки, тому анонсував підтримку відповідного законопроєкту. Законопроєкт «Про індустріальні парки» щодо забезпечення умов для залучення інвестицій в промисловий сектор економіки був проголосований парламентом у другому читанні 7 вересня 2021 року.
Данило Гетманцев виступив одним із ініціаторів запровадження та реалізації в Україні електронного резидентства.
22 липня 2025 року голосував за закон України 12414 який був ухвалений з порушенням Регламенту Верховної Ради України та підпорядкував НАБУ та САП Генеральному прокурору і викликав масові протести. 

## Розслідування

### Бізнес в окупованому Криму
У 2014 році ТОВ «Морис» і ТОВ «Об'єднання будівельників України», єдиним власником яких був Гетманцев, здійснили перереєстрацію з української в російську юрисдикцію, де платять податки. Розслідувачі проєкту Bihus.info знайшли у сім'ї Гетманцева незадекларований бізнес в тимчасово окупованому РФ Криму, який всі 9 років наповнює бюджет Росії. У 2014 році адвокатське об′єднання «Юрімекс», співзасновником якого є Гетманцев, здійснювало перереєстрацію готельного комплексу «Ріпаріо» (за радянських часів — ПАТ «Прибережний»), розташованого в Криму, з української в російську юрисдикцію, причому цим займалася сама партнерка Гетманцева Ірина Мельниченко, яка літала з Криму до Москви.
У розслідуванні, зокрема, згадуються родичі Гетманцева, наприклад, його мати Олена Гетманцева. Долучившись до команди Володимира Зеленського у 2019 році, Гетманцев вніс маму в декларацію, а разом з мамою і її бізнес, нерухомість, автомобілі. Тепер журналісти виявили, що в Олени Гетманцевої, окрім туристичного бізнесу (вона засновниця одного з найвідоміших в Україні туроператорів TPG), є також компанія в Криму, «невеличке приміщення на 160 квадратних метрів».
Журналісти також звертають увагу на той факт, що компанія TPG потрапила у декларацію народного депутата. Водночас кіпрська TPG записана на іншу кіпрську компанію — «Dunkley marketing LTD», яка своєю чергою належить матері Гетманцева, якої немає у декларації. 
За данними розслідування, 2016 року в російському реєстрі з'являються компанії-клони готельного бізнесу в Криму з подібними назвами. У двох таких компаніях міноритарну долю мав Гетманцев. Цей бізнес визнав юрисдикцію Росії та почав платити податки країні-агресору.
Крім того, одна з російських компаній-клонів, що дублювала український бізнес в Криму, стосувалася компанії, яка займається орендою та належить матері народного депутата — Олені Гетманцевій. У розслідуванні йдеться про компанію «Нью проперті плюс», яка з'явилася в російських реєстрах 2016 року, зареєстрована за тією ж адресою та з тими ж видами діяльності, що і компанія Гетманцевої.
Компанія-клон досі спокійно працює в Криму, сплачуючи податки у РФ, зараз ця компанія записана на Дмитра Махаринського, який був партнером Гетманцева з юридичного бізнесу.
За словами Гетманцева, він не знає, що з компанією, але запевнив, що мати точно жодним чином не користується тією власністю. Проте журналісти знайшли зв'язок між цією компанією та кіпрською компанією матері Гетманцева «Dunkley Marketing LTD».

### Корупційні схеми в «Укравтодорі»
Журналісти Bihus.info у своєму розслідуванні повідомили, що у 2012 році Гетманцев особисто представляв інтереси двох британських фірм, які були клонами компаній «Дор-Строй» і «Юнікобуд». Ці компанії отримали контракти від «Укравтодору», який очолював соратник Януковича Володимир Демішкан, на близько 1,5 млрд гривень. Співзасновницею обох компаній була дружина Демішкана. Також у жовтні 2010 року компанія Гетманцева Jurimex отримала контракт на юридичне обслуговування всього «Укравтодору».
Після Євромайдану 2014 року Володимир Демішкан втік до РФ та отримав російське громадянство. Директоркою двох британських фірм після цього стала майже 90-річна двоюрідна бабуся Гетманцева — Валентина Лупандіна. Як повідомили журналісти Bihus.info, в 2015 році вона виводить компанії з «Дор-Строя». Основна частка компанії переходить на українське ТОВ «Трейдінг Північ», записане на юристку компанії Гетманцева Jurimex. За декілька років «Дор-Строй» набрав тендерів на 150 мільйонів та не сплачував податки.

### Незадекларована компанія у Франції
У 2019 році Данило Гетманцев не задекларував кіпрську компанію «Dunkley marketing LTD», яка має активи у Франції і належить його матері, хоча задекларував все інше майно матері.
За даними журналістів Bihus.info кіпрська компанія Гетманцева «Dunkley Marketing LTD» у 2012—2013 отримала понад 1 млн євро, від белізького офшору. Джерело цих коштів невідоме. В той же час розслідувачі з'ясували, що ця фірма позичила французькій компанії матері Гетманцева 1 млн євро.
Сам Гетманцев розповів розслідувачам, що ця французька компанія, ймовірно, пов'язана з туризмом і здаванням в оренду номерів. За словами нардепа, він не вніс цю фірму в декларацію через те, що його мати про неї не повідомляла.

### Зв'язки з російської «Альфа-груп»
Гетманцев був засновником і юристом компанії «М.С.Л.», власником якої стала кіпрська компанія Evolot Limited. Її пов'язували з російським фінансово-інвестиційним консорціумом «Альфа-груп». Гетманцев заявив, що «не знав цього» і «всередині самої компанії не знали, хто є власники».

### Звинувачення в зв'язках з Володимиром Сівковичем
У лютому 2023 року журналістський проєкт «Гроші» підготував розслідування, згідно з яким, Данило Гетманцев працював помічником-консультантом колишнього народного депутата від «Партії регіонів» Володимира Сівковича, який підозрюється в державній зраді за створення мережі російських агентів в Україні.
СБУ розкрила центр з підготовки російських агентів впливу, яких РФ посилала до найвищих ешелонів української влади. Керівництво мережею вели регіонали Володимир Сівкович та Андрій Клюєв. У розслідуванні «Грошей» колишні співробітники СБУ попереджають, що Сівкович може використовувати колишні робочі контакти в Україні для розгортання мережі агентів, зокрема й Гетманцева.
Сам Гетманцев інформаційні кампанії у ЗМІ, де його намагаються пов’язати з Сівковичем, називає замовними та пов’язує з «тютюновою мафією». Будь-які зв’язки з екс депутатом-втікачем після 2010 Гетманцев повністю заперечує. 

## Погляди
Українські журналісти заявили, що Гетманцев часто цитував та підтримував меседжі російських телеграм-каналів, разом із проросійським депутатом «Слуги народу» Максимом Бужанським та ведучим забороненого проросійського телеканалу «НАШ» Максом Назаровим. Наприклад, Гетманцев 16 разів цитував телеграм-канал «Резидент», а також телеграм-канал «Легитимный», де виправдовувався за помилки та знесення пам'ятників.
23 лютого 2022 року, за день до початку повномасштабного вторгнення Росії до України, запропонував «обрати не патріотизм, а математику», закликав до активної торгівлі з Росією, заявив про неефективність тогочасних санкцій Європи та США проти Росії.
Виступив проти дерусифікації українських вулиць, названих на честь письменників Російської імперії — Булгакова, Пушкіна та Толстого. Вважав, що Український інститут національної пам'яті вшановує нацизм, а тому не варто збільшувати його фінансування.
Вважав, що Україна станом на 2021 рік не досягла рівня ВВП УРСР, хоча економісти вказували на значно вищий ВВП та показники добробуту українців, ніж у часи УРСР, та навіть у часи війни з Росією з 2014 року.

### Ставлення до української мови
Гетманцев порівнював захист української мови з «фашизмом» та виступав на підтримку законопроєкту № 2362 «Про внесення змін у деякі законодавчі акти щодо навчання державною мовою у вищих навчальних закладах», ініційований проросійським депутатом Максимом Бужанським.

| Оце люди, які 5 років знущалися з нашої країни, намагаються повернути порядок денний, який був 5 років. Але це не вдасться вже зробити. Ми всі розуміємо, що проєкт Бужанського – це проєкт про недискримінацію, а не проєкт про мову. Жодним чином не ущімлюється українська мова. Навпаки, людям різних мов надаються рівні можливості. Тому я абсолютно підтримую цей законопроєкт. Він точно не вартий мітингів, знову цієї ворожнечі. Знову поділу людей на сорти. Оцього фашизму, який був присутній протягом останніх років. |
| — Данило Гетманцев |

### Ставлення до Революції гідності
Гетманцев не голосував за визнання Верховною Радою Революції Гідності одним із ключових моментів державного будівництва, закликавши не героїзувати Євромайдан. За його словами, щоб «зшити країну», не можна акцентувати увагу на подіях, «які роз'єднують».

### Ставлення до закриття каналів Медведчука
Гетманцев називав рішення РНБО про застосування санкцій проти телеканалів Віктора Медведчука «112 Україна», NewsOne, ZIK дивним і вимагав пояснень. Депутат зазначив, що після такого рішення проросійські телеканали стануть більш популярними.

| Знаю точно, - єдиний на 100% прогнозований результат будь-якого закриття ЗМІ - зростання його популярності. Оригінальний текст (рос.) Знаю точно, – единственный на 100% прогнозируемый результат любого закрытия СМИ – рост его популярности. |
| — Данило Гетманцев |

У березні 2021 року, в ефірі програми «Свобода слова» із Савіком Шустером, Гетманцев заявив, що підстави для санкцій щодо Медведчука йому досі невідомі, заперечуючи звинувачення у фінансуванні їм тероризму:

| Які підстави? Якщо є документи, які свідчать про фінансування тероризму, давайте їх. Будь ласка, будемо ухвалювати таке саме рішення. Але я хочу підкреслити, що у вас немає інформації про підстави застосування щодо Медведчука санкцій. Так само як і немає щодо Коломойського. Ви їх черпаєте із соцмереж, розумієте? Оригінальний текст (рос.) Какие основания? Если есть документы, свидетельствующие о финансировании терроризма, давайте их. Пожалуйста, будем принимать такое же решение. Но я хочу подчеркнуть, что у вас нет информации об основаниях применения в отношении Медведчука санкций. Равно как и нет в отношении Коломойского. Вы их черпаете из соцсетей, понимаете? |
| — Данило Гетманцев |

### Ставлення до Шарія
В листопаді 2020 року Гетманцев рекомендував читати проросійські Telegram-канали, зокрема Шарія, Портнова і Мураєва.

### Ставлення до режиму Лукашенка
Гетманцев утримався під час голосування в Верховної Раді 15 вересня 2020 року постанови про невизнання результатів президентських виборів в Білорусі легітимними.
У вересні 2021 року Гетманцев висловлював симпатію до режиму самопроголошеного президента Білорусі Олександра Лукашенка, заявивши, що 27 років при владі Олександра Лукашенка принесли Білорусі «добробуту майже вдвічі більше, ніж реформи п'ятого президента України Петра Порошенка».
Гетманцев також зазначав, що пенсіонери в Білорусі «можуть на свою пенсію, навіть мінімальну, цілком стерпно прожити».

## Оцінки діяльності
Діяльність Данила Гетманцева на посаді голови фінансового комітету Верховної Ради отримує різні відгуки від бізнес-спільноти..
Частина — виступає з критикою його ініціатив. Підприємці звинувачують нардепа в лобіюванні руйнівних рішень не тільки для бізнесу, а й для української економіки загалом. Після початку повномасштабного російського вторгнення в Україну було введено мораторій на перевірки та впроваджено низку заходів із підтримки бізнесу та населення, проте згодом Гетманцев публічно виступив за відновлення жорстких перевірок і підвищення податків для бізнесу, який не постраждав від війни, аргументуючи це необхідністю повернення жорсткого податкового контролю, щоб правила були одні для всіх.
Навесні 2022 року представники великого, малого та середнього українського бізнесу звернулися до президента Володимира Зеленського з проханням усунути Гетманцева з посади Комітету Верховної Ради України з питань фінансів, податкової та митної політики. Серед підписантів — власник Meest Group Ростислав Кисіль, співвласник «Нової пошти» В'ячеслав Климов, засновник MacPaw Олександр Косован, засновник Ajax Systems Олександр Конотопський та ще сотні інших підприємців різного рівня. Підписанти листа підкреслили, що через війну 49 % підприємств не працюють, а заяви Гетманцева про підвищення податків призводять до того, що велика кількість підприємців відмовляються інвестувати в Україну і переносять проєкти в ЄС.
Співзасновник компанії «Нова пошта», президент Спілки українських підприємців (СУП) В'ячеслав Климов порівняв Гетманцева з президентом РФ Путіним. На його думку, для розвитку української економіки є єдиний шлях — тотальна лібералізація умов ведення бізнесу. Президент бізнес-спільноти Board Андрій Длігач каже, що найбільше його непокоїть, що Гетманцев став секретарем Національної ради з відновлення — нового органу при президентові, і він буде одним з ключових авторів нової архітектури післявоєнної економіки України.

## Членство в організаціях
- Опікунська рада Національної дитячої спеціалізованої лікарні «ОХМАТДИТ» МОЗ України[85];
- Адвокатське об′єднання «Юрімекс»;
- Рада адвокатів Київської області[86];
- Європейська асоціація податкових професорів[джерело?];
- Асоціація податкових радників[87];
- Науково-методична рада Національної школи суддів України[88] та редакційна колегія журналу «Слово Національної школи суддів України»;
- Науково-консультативна рада при Верховному Суді України[89].

## Професійні визнання
- 2012 — визнаний найкращим юристом України з оподаткування на VI Щорічній церемонії нагородження — «Юридична премія»2012[90]
- 2014—2015 — визнаний кращим юристом України з податкового права на думку Client Choice Awards 2014 і Choice Awards 2015[91]
- 2016 — вдруге був визнаний найкращим юристом у галузі оподаткування на X Щорічній церемонії — «Юридична премія» 2016[92]
- 2018 — міжнародне рейтингове дослідження The Legal 500: EMEA[93] відзначило здобутки у сфері оподаткування (The Legal 500: EMEA рекомендує щорічно починаючи з 2013 року).

## Науково-практичні посібники
Вів активну науково-дослідну роботу, починаючи з 2001 року опублікував[коли?] понад 230 наукових та науково-методичних праць[джерело?].
- 2007 — Банківське право України. Навчальний посібник для студентів вищих навчальних закладів / Д. О. Гетманцев, Н. Г. Шуклина: К.: Центр учбової літератури, 344 с.[94]
- 2013 — Непряме оподаткування. Правова сутність та адміністрування: наук.-практ. посіб. / Д. О. Гетманцев, В. Л. Форсюк, Н. В. Бойко; Юрид. компанія «Jurimex». — К.: Юрінком Інтер, 329 с.[95]
- 2014 — Пряме реальне оподаткування. Правова сутність та адміністрування: наук.-практ. посіб. / Д. О. Гетманцев [та ін.]; Нац. шк. суддів України, юрид. компанія «Jurimex». — К. : Юрінком Інтер, 331 с.[96]
- 2015 — Юридична відповідальність за податкові правопорушення: наук.-практ. посіб. / Д. О. Гетманцев, Р. В. Макарчук, Я. С. Толкачов; Нац. шк. суддів України, Юрид. компанія «Jurimex». — К. : Юрінком Інтер, 748 с.
- 2015 — Теорія, принципи та історія податку. Правовий аспект: наук.-практ. посіб. / Д. О. Гетманцев, В. Л. Форсюк, І. С. Бєліцький; Нац. шк. суддів України, юрид. компанія «Jurimex». — К. : Юрінком Інтер, 494 с.
- 2016 — Непряме оподаткування. Правова сутність та адміністрування: наук.-практ. посіб., доповн. / Д. О. Гетманцев, В. Л. Форсюк, Ю. А. Федчишин, Ю. М. Лавреха. — К: Юрінком Інтер, 592 c.
- 2017 — Кваліфікаційний (адвокатський) іспит: навч. посіб. у 17 кн. Кн. 14: Бюджетне, податкове та митне законодавство / Д. О. Гетманцев, В. Л. Форсюк, М. В. Нечай  – К: «Юрінком Інтер», 144 c.[97]
- 2017 — «Адміністрування податкових платежів. Проблеми теорії та практики»: наук.-практ. посіб., / Д. О. Гетманцев, Ю. А. Коваль, М. В. Нечай — К: «Юрінком Інтер», 778 с.[98]
- 2017 — «Оподаткування доходів фізичних осіб. Правове регулювання»: наук.-практ. посіб., / Д. О. Гетманцев, О. В. Гедзюк, І. С. Бєліцький, К. С. Чарторийський, А. К. Головацька, К: Юрінком Інтер, 624 с.
- 2018 — «Прямі реальні податки. Правова сутність та адміністрування»: наук.-практ. посіб., / Д. О. Гетманцев, О. О. Семчик, О. А. Шишканов, К: Юрінком Інтер, 372 с.
- 2019 — «Нариси філософії податку»/ Д. О. Гетманцев — Х.: Фоліо, 526 с.

## Монографії
- 2005 — Правовий режим банківської таємниці за законодавством України  / Д. О. Гетманцев; К.: Дизайн–центр «Сова», 234 с.
- 2008 — Азартна гра в Україні та за кордоном. Нарис сучасної теорії правового регулювання ігор на гроші / Д. О. Гетманцев; К.: ТОВ «СЕЕМ Принт», 209 с.
- 2011 — Фінансово-правове зобов'язання як окрема категорія фінансового права / Д. О. Гетманцев; К.: Юрінком Інтер, 368 с.

## Родина
Родина Гетманцева проживає у Франції..
- Колишня дружина Тетяна Гетманцева — працює на посаді заступника керівника Департаменту моніторингу дотримання законодавства про конфлікт інтересів та інших обмежень щодо запобігання корупції.
- Має двох синів.[100]
- Мати Олена Гетманцева — власниця низки туристичних фірм.[101]